# 澤海藩
澤海藩（日语：／ Sōmi-han */?）是日本越後國蒲原郡澤海的藩，慶長15年9月28日（1610年11月13日）創藩，貞享4年8月25日（1687年10月1日）廢藩，為新發田藩的支藩，石高在高峰期是14,000石，藩廳是澤海陣屋，武家屋敷在明曆元年至萬治元年（1655年至1658年）時是增上寺後門附近，寬文12年（1672年）和天和元年至天和3年（1681年至1683年）時是愛宕下，延寶3年（1675年）時是下谷。

## 歷史
慶長15年9月28日（1610年11月13日），溝口善勝繼承其父新發田藩藩主溝口秀勝遺領中的10,000石以及新田2,000石，以14,000石創立澤海藩，領地是蒲原郡內12,000石以及善勝原本領有的上野國甘樂郡內2,000石。寬永11年5月2日（1634年5月28日），善勝長子溝口政勝繼位，他分別分知3,000石和1,000石予其弟溝口助勝和溝口安勝。寬永13年（1636年）5月，助勝在無繼嗣的情況下死去，其遺領中的2,000石由其弟溝口信勝，剩餘的1,000石則被江戶幕府收回，變為幕府領。
寬永16年（1639年），由於澤海藩分知自新發田藩的領地中原本為藏米知行2,000石改為地方知行，和田村、舞潟村、茅野山村、澤海村和尻上村變為澤海藩的領地，因此也有在此時才於澤海設置陣屋的說法。明曆元年（1655年），實施檢地，根據寬文4年（1664年）的鄉村高辻帳記載，當時10,000石的知行由上野國甘樂郡2村2,000石以及越後國蒲原郡19村8,000石組成，藩原郡內13村另有新田2,000石。寬文10年3月27日（1670年5月16日），政勝之子溝口政良繼位。
天和3年8月3日（1683年9月23日），由於政良之子政武早死，因此由其妻舅近江水口藩藩主加藤明友次子作為其養子而繼位，即溝口政親。貞享元年（1683年），他在領內實施檢地。貞享3年（1686年），根據《寬政重修諸家譜》記載，政親的家臣向其兄加藤明英告狀其發酒瘋，最終在貞享4年8月25日（1687年10月1日）被處以改易，政親本人也被處以逼塞於明英的江戶藩邸。其後，澤海藩的領地除變為幕府領，澤海村在寶永2年（1705年）起則由6,000石的旗本小濱氏設置陣屋。

## 歷任藩主
| 家名   | 家格      | 名稱     | 石高     | 領地                      |
| ------ | --------- | -------- | -------- | ------------------------- |
| 溝口家 | 外樣 陣屋 | 溝口善勝 | 14,000石 | 越後國蒲原郡 上野國甘樂郡 |
| 溝口家 | 外樣 陣屋 | 溝口政勝 | 10,000石 | 越後國蒲原郡 上野國甘樂郡 |
| 溝口家 | 外樣 陣屋 | 溝口政良 | 10,000石 | 越後國蒲原郡 上野國甘樂郡 |
| 溝口家 | 外樣 陣屋 | 溝口政親 | 10,000石 | 越後國蒲原郡 上野國甘樂郡 |

## 領地
| 令制國 | 郡             | 領地 | 石高    |
| ------ | -------------- | --- | ------- |
| 越後國 | 蒲原郡（19村） | 澤海村、滿願寺村、木津村、江口村、小杉村、新飯田村、割野村、嘉瀨村、茅山村、酒屋村、和田村、舞潟村、平賀村、保內村、橋田村、尻上村、四屋村、小熊村、旭村 | 8,000石 |
| 上野國 | 甘樂郡（2村）  | 馬山村、高瀨村 | 2,000石 |

## 註解
1. ↑  澤海現為新潟縣新潟市江南區澤海（日语：沢海 (新潟市)）和阿賀野一帶[1]。
2. ↑  愛宕下現為東京都港區愛宕山東部西新橋至新橋一帶的低地[2]。
3. ↑  現行對應地名如下[1]：
  - 和田村、舞潟村、現為新潟市江南區和田和舞潟（日语：和舞村）。
  - 茅野山村現為江南區茅野山（日语：茅野山）日水、手代山和梅見台一帶。
  - 尻上村現為新潟縣五泉市尻上（日语：橋田村）。

## 外部連結
- . kotobank （日语）.